# Pinanga lepidota
Pinanga lepidota là loài thực vật có hoa thuộc họ Arecaceae. Loài này được Rendle miêu tả khoa học đầu tiên năm 1901.